# Фаградальсф'ядль
Фаґрадальсф'ятль (ісл. Fagradalsfjall букв. — «гора гарної долини») — гора вулканічного походження на південному заході Ісландії в центрі півострова Рейк'янесскагі, за 30 км на південний захід від Рейк'явіка.

## Характеристика
Фаґрадальсф'ятль є частиною вулканічного пояса Рейк'янес та був сплячим вулканом-туйю, що утворився близько 100 000 років тому під час останнього льодовикового періоду під час виверження під льодовиком. На вершині гори є невеликий шар лави, що вказує на те, що виверження трохи вийшло за межі льодовика.
Фаґрадальсф'ятль розташований на північний захід від вулканічної системи Крісювік у північно-східній частині муніципалітету Гріндавік регіону Судурнес. На схід від Фаґрадальсф'ятлю розташований одиночний кратер Кейлір. Гора видовжена зі сходу на захід — ширина біля основи 7,7 км, довжина близько 15 км і являє собою невелике плато з кількома вершинами, пагорбами і скелями з туфу. Вершина гори заввишки 385 метрів над рівнем моря (або 224 метри над навколишньою місцевістю) і є найвищою точкою на півострові Рейк'янес.
Місцевість, що прилягає до Фаґрадальсф'ятлю, малонаселена — щільність: 5 жителів на км². Найближче поселення — Ньярдвік, розташоване за 14,7 км на північний захід. Навколо Фаґрадальсф'ядлю розташовані вулканічні пустки і гірські луки.

## Авіакатастрофа 1943 року

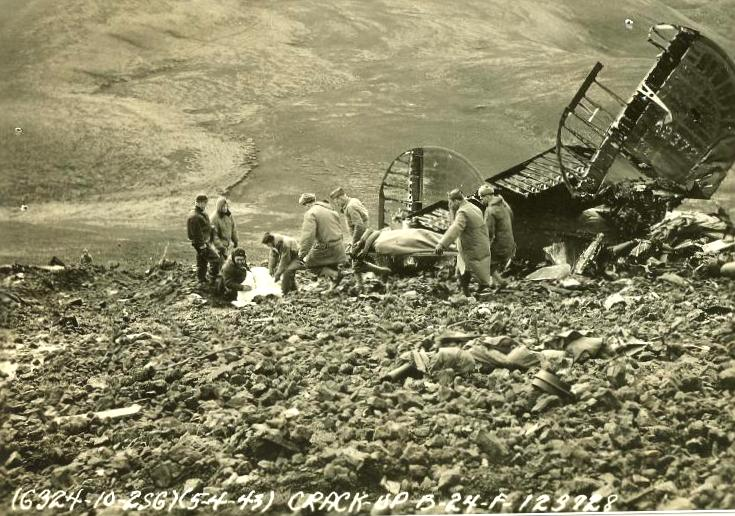
Військовослужбовці армії США витягують тіла з уламків літака. Травень 1943 р.

Під час Другої світової війни 3 травня 1943 року на горі Фаґрадальсф'ятль зазнав аварії літак Hot Stuff (літак) Consolidated B-24 Liberator 41-23728) 8-ї повітряної армії ВПС Великої Британії. На борту літака перебував командувач збройними силами США на Європейському театрі військових дій Френк М. Ендрюс, який летів із Америки разом з іншими високопоставленими офіцерами США та Великої Британії. Пілоти після невдалої спроби приземлитися на базі Королівських ВПС Кальдадарнес у Сельфоссі прийняли рішення посадити літак на базі ВПС США в Кеплавіку і скерували машину на захід, у бік півострова Рейк'янес. Літак, ймовірно, летів дуже низько і врізався у скелі на східному боці Фаґрадальсф'ядлю. В авіакатастрофі загинули чотирнадцять осіб. Вижив і чекав на порятунку ще добу тільки хвостовий стрілець, старший сержант Джордж Ейзель з Огайо. На той момент Ендрюс Френк був найбільш високопоставленим офіцером союзників, загиблим на війні під час виконання службових обов'язків.

## Активність 2020—2021
Починаючи з грудня 2019 року і до березня 2021 року, низка землетрусів, два з яких сягнули 5,6 балів, сколихнули півострів Рейк'янес, викликаючи занепокоєння щодо неминучого виверження. Вважалося, що землетруси були спричинені вторгненнями дамб та магмою, яка рухалася під півостровом. Повідомлялося про незначні пошкодження будинків під час землетрусу 5,7 балів 4 лютого. За перші три тижні березня 2021 року сейсмографами було зафіксовано понад 40000 поштовхів.

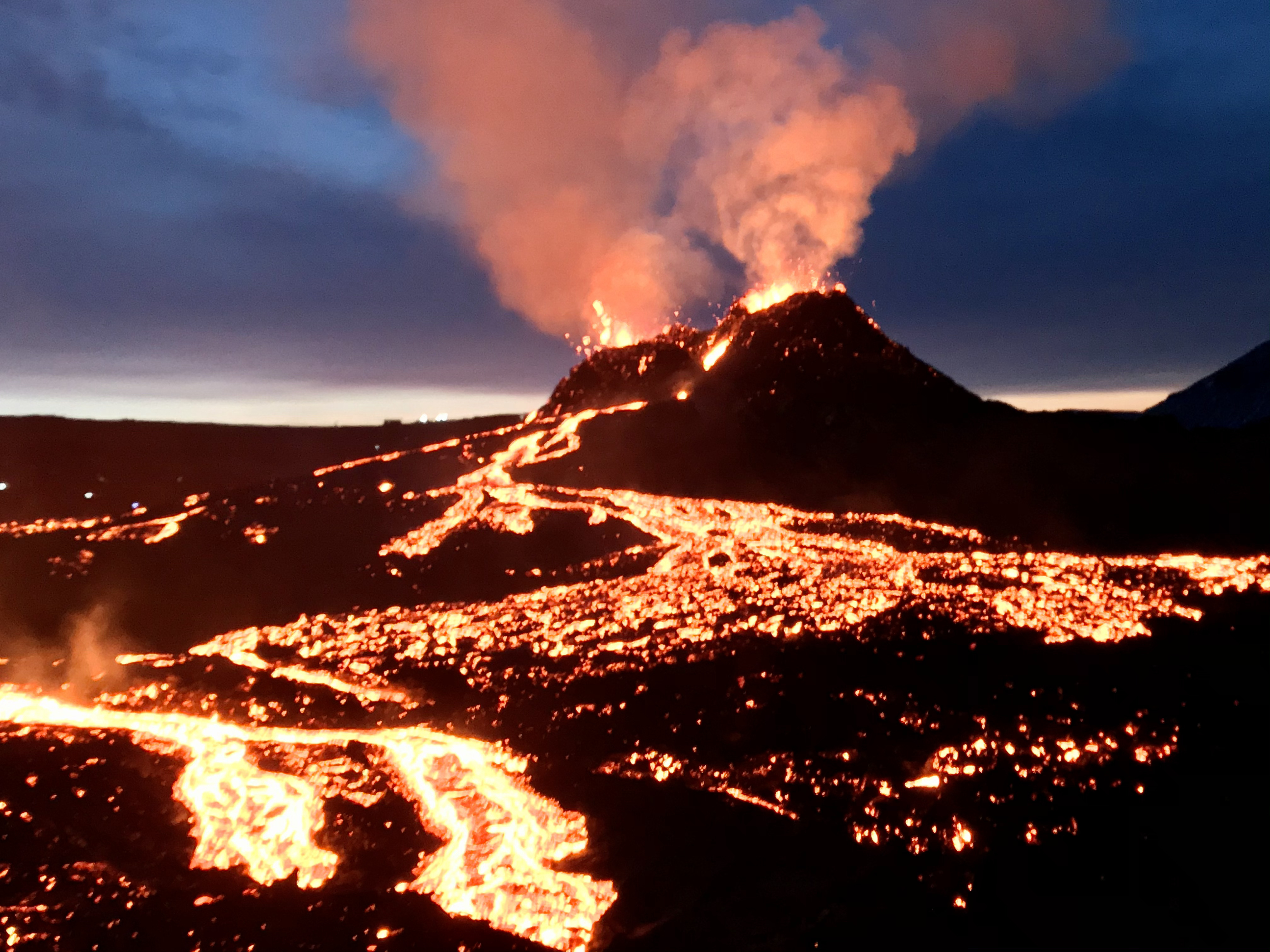
Виверження вулкана коло гори Фаґрадальсф'ядль

19 березня виверження почалося трохи раніше 21:30 за місцевим часом на вулкані. Це було перше відоме виверження на півострові приблизно за 800 років і перше виверження на горі за 6000 років. Вперше про раптову вибухову активність повідомило Ісландське метеорологічне бюро о 21:40. У звітах зазначається, що тріщинний отвір завдовжки від 600 до 700 метрів почав викидати лаву. Потоки лави не становили загрози для місцевих жителів, але була загроза забруднення повітря діоксидом сірки.

### Наслідки
У відповідь на виверження припинилися всі рейси до та з Міжнародного аеропорту Кеплавік.

## Літлі-Грутур
10 липня 2023 року поблизу Рейк'явіка в долині Літлі-Грутур (ісл. Litli-Hrútur) сталося чергове виверження вулкана, що стало третім за два роки виверженням лави в цьому районі.